# London Stansted Airport

i7
i11
i13
Der London Stansted Airport (IATA-Code: STN, ICAO-Code: EGSS) ist ein Flughafen in Stansted Mountfitchet im Distrikt Uttlesford in der Grafschaft Essex und befindet sich damit im Großraum der britischen Hauptstadt London. London Stansted bedient rund 200 Flugziele in Europa, dem Nahen Osten und Afrika. Der von der Manchester Airports Group betriebene Flughafen liegt etwa 55 km nordöstlich der Innenstadt und fertigte im Jahr 2022 über 23,2 Millionen Reisende ab. Er dient unter anderem als größte Basis der Billigfluggesellschaft Ryanair, die von hier aus über 100 Ziele bedient.

## Geschichte
Der Flughafen Stansted wurde 1942 als RAF Station Stansted Mountfitchet durch die Royal Air Force in Betrieb genommen. Bereits direkt nach dem Krieg gab es Planungen, Stansted zum dritten großen Londoner Flughafen auszubauen, doch die Pläne wurden nicht realisiert, da man keine Notwendigkeit hierfür sah. Stattdessen wurde Stansted in den 1970er Jahren von den britischen Behörden zum Zweck der Terrorbekämpfung komplett umgebaut. Im Norden des Flughafens wurden hierfür spezielle Stellflächen und weitere Einrichtungen gebaut. Seitdem wurden sechs Flugzeugentführungen in Stansted beendet. Zahlreiche Maschinen wurden nach Bombendrohungen nach Stansted umgeleitet, zuletzt drei Flugzeuge allein im Jahr 2004. Aufgrund dieser Rolle als Europas primärer Anti-Terror-Flughafen spielte der Passagierverkehr bis in die 1990er Jahre eine eher untergeordnete Rolle. In der schlichten Abfertigungshalle im Nordwesten des Flughafens wurden überwiegend Urlaubsflüge abgefertigt.
Aufgrund der Überlastung der beiden Flughäfen Heathrow und Gatwick beschloss man, Stansted zum dritten Londoner Flughafen auszubauen und eröffnete 1991 das nach Plänen des Architekturbüros Norman Foster & Partners errichtete neue Terminal im Südosten des Flughafens. Der Bau wurde 1990 mit dem Mies van der Rohe Award for European Architecture ausgezeichnet. Die von Network South East eingerichtete Stansted-Express-Eisenbahnverbindung benötigt vom Bahnhof unter dem Flughafen bis London Liverpool Street etwa 48 Minuten und ist damit etwas schneller als die U-Bahn nach Heathrow. Auch das Terminal in Stansted ist moderner als das in Heathrow. Dennoch war die Regionalfluggesellschaft Air UK bis Mitte der 1990er Jahre der einzige bedeutende Anbieter von Linienflügen, überwiegend Regionalverbindungen zu britischen Zielen und europäischen Metropolen.
Ryanair ist bereits seit 1991 am Flughafen vertreten, bietet aber erst seit 1997 Billigflüge zum europäischen Festland an und wurde innerhalb weniger Jahre die größte Fluggesellschaft in Stansted. Inzwischen ist der Flughafen zu dem europäischen Drehkreuz für Billigfluggesellschaften gewachsen.
Nach den Grundsatzbeschlüssen der britischen Regierung im Dezember 2003 über die Entwicklung des Luftverkehrs in den kommenden 30 Jahren wurde eine zweite Start- und Landebahn geplant, deren genaue Länge und Lage noch nicht feststanden. Es wurden drei mögliche Varianten geprüft. Am 24. Mai 2010 verkündete der Flughafenbetreiber jedoch, die Pläne für eine neue Start- und Landebahn nicht weiterzuverfolgen. Ursache hierfür war die Ablehnung der Ausbaupläne durch die neue konservativ-liberale britische Regierung.
Aufgrund der kontinuierlichen Änderungen des Erdmagnetfeldes wurde die Kennung der weiterhin einzigen Start- und Landebahn des Flughafens im Jahr 2009 von „05/23“ in „04/22“ geändert.
Im Januar 2013 wurde der Flughafen für etwa 1,8 Milliarden Euro von Heathrow Airport Holdings Limited (früher BAA) an die Manchester Airports Group verkauft.

## Lage und Verkehrsanbindung
Lage

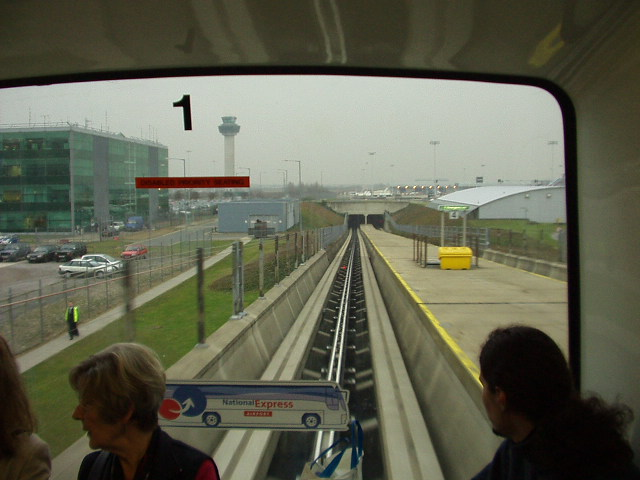
Ein Peoplemover verbindet das Terminal mit den Flugsteigen 1–39

Der Flughafen Stansted liegt in der Grafschaft Essex 55 km nordöstlich von London und verfügt über eine Straßen- und Schienenanbindung.
Auto
Über die Autobahn M11 ist der Flughafen direkt mit London und Cambridge verbunden.
Bahn
Der Stansted Express verbindet den Flughafen im 15-Minuten-Takt mit dem Bahnhof Liverpool Street in London, die Fahrt dauert knapp 50 Minuten. Es besteht auch die Möglichkeit, in Tottenham Hale in die Londoner U-Bahn umzusteigen. Weitere Bahnverbindungen gibt es mit Greater Anglia nach Cambridge sowie mit CrossCountry nach Birmingham und Leicester.
Bus
Der Flughafen London-Stansted bietet zahlreiche offizielle Bus- und Fernbusverbindungen, die direkt vor dem Terminalgebäude abfahren. Die wichtigsten Anbieter und ihre Verbindungen laut der offiziellen Flughafenwebseite sind:
- Flibco: Moderne Shuttlebusse fahren rund um die Uhr alle 30 Minuten zwischen London Stratford (Fahrzeit ca. 50 Minuten) und London Liverpool Street (Fahrzeit ca. 80–90 Minuten) sowie dem Flughafen London-Stansted.[9]
- National Express: Über 200 Direktverbindungen am Tag ins Londoner Stadtzentrum (u. a. Victoria Coach Station, Liverpool Street, Stratford, Baker Street, Paddington) sowie u. a. nach Norwich, Ipswich, Colchester, Cambridge, Newmarket, Oxford, Luton, Gatwick, Heathrow und Birmingham.[10]
- First Essex: Regionale Linien u. a. nach Basildon (Linie X10), Southend (Linie X30), Colchester (Linie X20) und Chelmsford, mit Zwischenhalten in Barnston, Braintree, Rayleigh, Wickford und weiteren Orten.[11]

Lokale und regionale Busse bieten direkte Verbindungen zu zahlreichen Städten und Orten in der Umgebung, darunter Harlow, Bishop's Stortford, Chelmsford, Braintree, Great Dunmow, Saffron Walden, Cambridge und weiter entfernte Ziele wie Coventry oder Gatwick.
Die Bushaltestellen befinden sich unmittelbar vor dem Terminal und bieten Services mit komfortablen Wartebereichen und Ticketkaufmöglichkeiten. Fahrpläne, Tickets und aktuelle Informationen sind auf der offiziellen Flughafenwebseite verfügbar.
Des Weiteren gibt es noch Busverbindungen nach Birmingham, Bishop’s Stortford, Braintree, Brighton, Cambridge, Chelmsford, Colchester, Harlow, Ipswich, Leicester, Norwich, Nottingham, Oxford, Rayleigh, Saffron Walden, Southend und Thetford sowie zu den Flughäfen Heathrow, Gatwick und Luton. Insgesamt fahren die drei Busunternehmen über 20 britische Ziele mehrmals täglich an.

## Abfertigungsgebäude

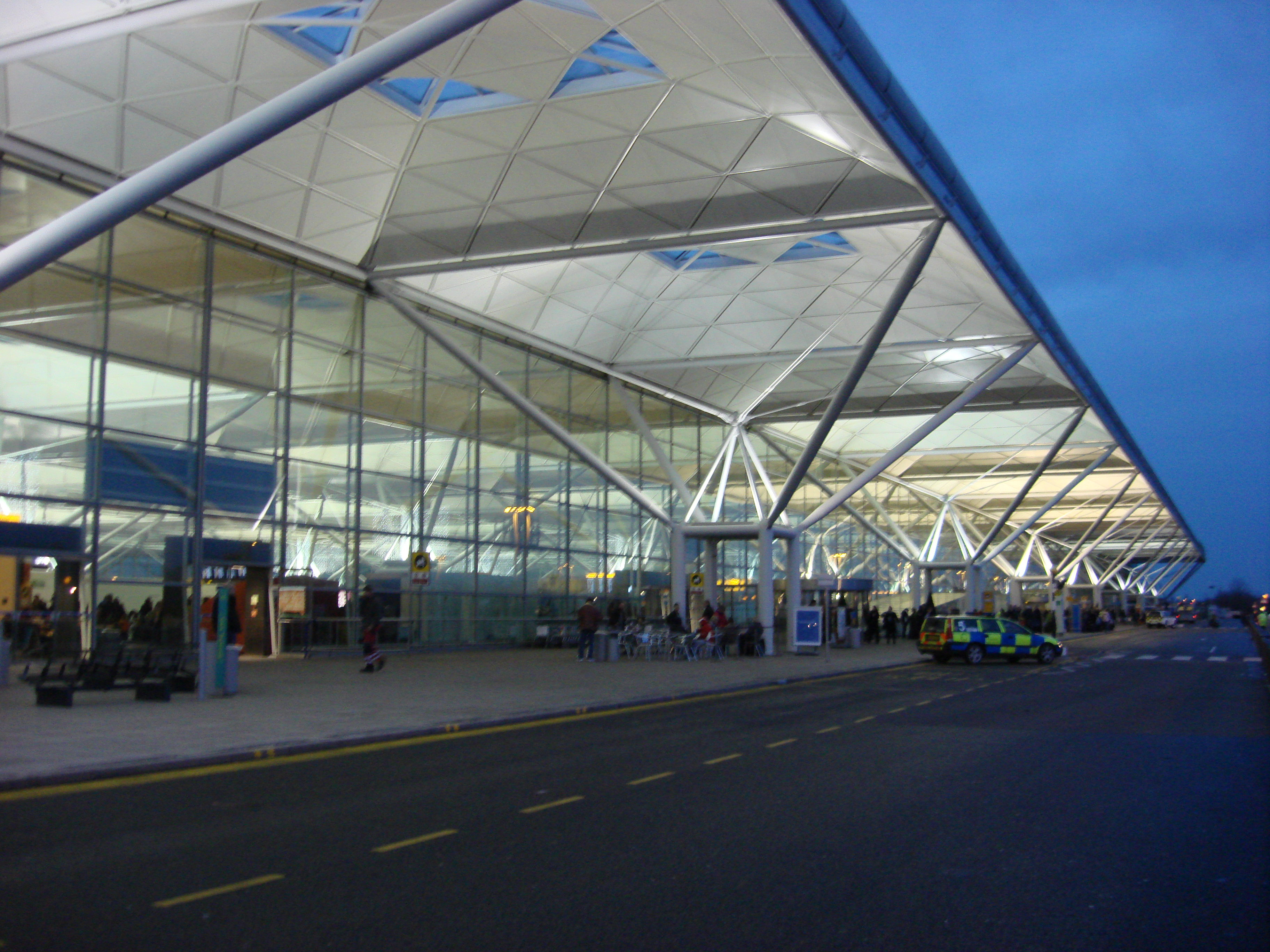
Außenansicht der Haupthalle

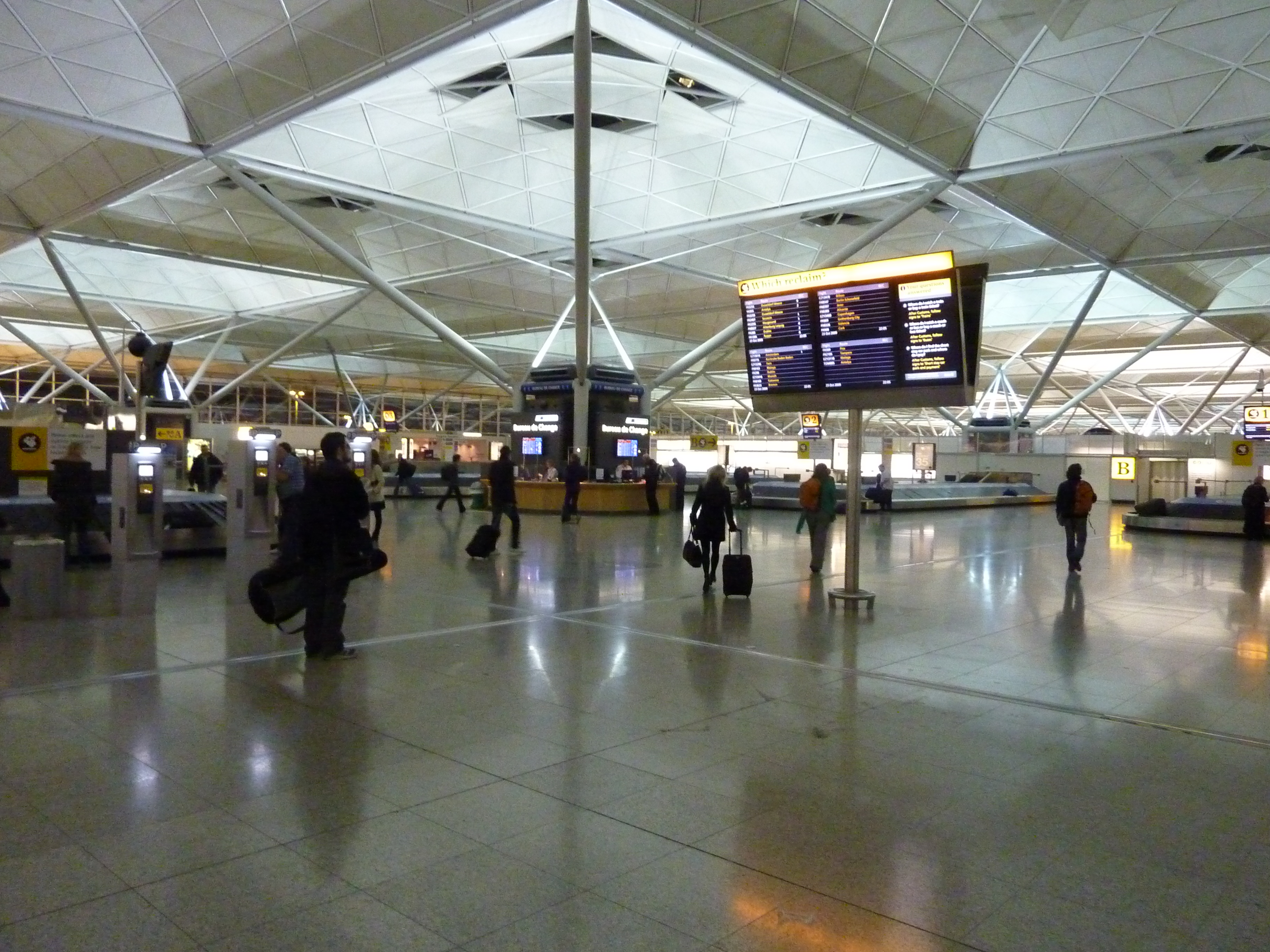
Innenansicht der Haupthalle

Der Flughafen verfügt derzeit über ein Terminal, das mit drei weitestgehend identischen Satellitengebäuden verbunden ist. In diesen befinden sich insgesamt 67 Flugsteige (1–39, 40–59 und 81–88), die teilweise mit Fluggastbrücken ausgestattet sind. Die Satelliten mit den Flugsteigen 40–59 und 81–88 sind vom Terminal aus fußläufig zu erreichen, der Satellit mit den Flugsteigen 1–39 ist mittels eines automatischen Peoplemovers angebunden. Bis 2020 wird eine neue Ankunftshalle errichtet. Nach Inbetriebnahme dieser soll das bisherige Terminal umgebaut und ab 2022 nur noch abfliegende Passagiere abfertigen.

## Fluggesellschaften und Ziele
Der Flughafen London-Stansted wird in erster Linie von Billig- und Charterfluggesellschaften genutzt und dient als Drehkreuz für Ryanair (die ihre größte Basis hier unterhält) und easyJet sowie die Frachtfluggesellschaften Volga-Dnepr Airlines und FedEx. 
Weiterhin wird London-Stansted Stand 2025 von den Airlines AJet, British Airways, Corendon, Emirates, HiSky, Jet2, Pegasus, Play, Royal Jordanian, Sun Express und TUI angeflogen.
Aus dem deutschsprachigen Raum wird London-Stansted 2025 aus Basel-Mülhausen, Berlin, Bremen, Dortmund, Hamburg, Münster/Osnabrück, Frankfurt, Frankfurt-Hahn, Karlsruhe/Baden-Baden, Köln/Bonn, Leipzig/Halle, Lübeck, Memmingen, München, Nürnberg, Salzburg und Wien angeflogen.

## Zwischenfälle
- Am 22. September 1954 driftete eine Avro York C.1 der Scottish Airlines  (Luftfahrzeugkennzeichen G-ANRC) beim Seitenwind-Start auf dem Flughafen Stansted nach links weg; es wurde überkorrigiert und die Maschine schwang nach rechts, wobei das Fahrwerk zusammenbrach. Ein Feuer brach aus und zerstörte das Flugzeug. Alle 49 Insassen, 5 Besatzungsmitglieder und 44 Passagiere, überlebten.[16]

- Am 30. April 1956 geriet eine nach Malta startende Avro York C.1 der Scottish Airlines (G-AMUL) bei einem Startabbruch auf dem Flughafen Stansted von der Startbahn ab und überquerte einen Graben, wobei das Fahrwerk zusammenbrach. Von den 54 Insassen kamen 2 Passagiere ums Leben; alle 5 Besatzungsmitglieder und 47 Passagiere überlebten. Das Flugzeug wurde irreparabel beschädigt.[17]

- Am 17. September 1956 explodierte in einer Avro York C.1 der iranischen Persian Air Services (EP-ADB) während der Durchführung von Wartungsarbeiten auf dem Flughafen London-Stansted ein Treibstofftank. Die Maschine wurde zerstört. Es kamen keine Personen ums Leben.[18]

- Am 23. Dezember 1957 kollidierte eine aus Malta kommende Avro York C.1 der Scottish Airlines (G-AMUN) beim dritten Anflug auf den Flughafen Stansted 1200 Meter vor der Landebahn mit einem Baum, stürzte ab und fing Feuer. Alle 4 Besatzungsmitglieder kamen ums Leben.[19]

- Am 1. April 1958 stürzte eine Handley Page Hermes IVA der britischen Skyways (G-ALDV) auf einem Testflug bei Meesden Green ab, 14 Kilometer nordwestlich des Startflughafens Stansted. Die Ursache des Unfalls war ein klemmendes Höhenruder. Dadurch hatten die Piloten keine Kontrolle mehr über das Flugzeug. Die Blockierung war auf einen kleinen Fremdkörper zurückzuführen, der in den Steuermechanismus eingedrungen war. Alleine im Heckrahmen des Wracks wurden noch 13 weitere lose Teile aufgefunden.[20] Alle 3 Besatzungsmitglieder, die einzigen Insassen, kamen ums Leben (siehe Flugunfall bei Meesden Green).[21]

- Am 31. März 1998 kam es an einer Hawker Siddeley HS 748-378 2B der britischen Emerald Airways (G-OJEM) beim Start vom Flughafen London-Stansted in einer Höhe von 10 bis 30 Metern zu einem schlagartigen Ausfall des Triebwerks Nr. 2 (rechts). Dieser löste einen Brand in der Triebwerksgondel und eine Drehbewegung nach rechts aus. Der Schub wurde reduziert und nach 27 Sekunden Flugzeit setzte die Maschine wieder auf, überrollte das Startbahnende mit 62 Knoten (115 km/h) und kam nach dem Zusammenbruch des Bugfahrwerks zum Stillstand. Hauptursachen waren diverse Ermüdungsschäden im Triebwerk. Das Flugzeug wurde irreparabel beschädigt. Alle 44 Insassen, vier Besatzungsmitglieder und 40 Passagiere, überlebten den Unfall.[22]

- Am 22. Dezember 1999 stürzte eine Boeing 747-200F (HL7451) kurz nach dem Start ab, wobei alle vier Personen an Bord des Frachtflugzeugs ums Leben kamen. Auslösende Unfallursache war ein defektes, nicht repariertes Fluglageinstrument, dessen Fehlerwarnung die Piloten nicht beachteten. Als der Jet in die Kurve ging, verließ sich der Kommandant auf dieses defekte Instrument, so dass die Maschine außer Kontrolle und in einen Sturzflug geriet (siehe auch Korean-Air-Cargo-Flug 8509).

## Trivia
Ein Teil der BBC-Mockumentary Come Fly with Me wurde in Stansted gedreht.

## Verkehrszahlen
| Jahr | Fluggastaufkommen | Luftfracht (Tonnen) | Flugbewegungen |
| ---- | ----------------- | ------------------- | -------------- |
| 2024 | 29.694.000        | 294.355             | 201.031        |
| 2023 | 27.951.291        | 251.864             | 179.135        |
| 2022 | 23.289.652        | 243.153             | 159.502        |
| 2021 | 7.145.802         | 263.631             | 93.316         |
| 2020 | 7.536.869         | 254.573             | 86.107         |
| 2019 | 28.139.051        | 224.139             | 199.925        |
| 2018 | 27.996.116        | 226.128             | 201.614        |
| 2017 | 25.902.618        | 236.892             | 189.919        |
| 2016 | 24.320.071        | 223.203             | 180.430        |
| 2015 | 22.519.178        | 207.996             | 168.629        |
| 2014 | 19.941.593        | 204.725             | 157.117        |
| 2013 | 17.852.393        | 211.952             | 146.324        |
| 2012 | 17.472.699        | 214.160             | 143.511        |
| 2011 | 18.052.843        | 202.593             | 148.317        |
| 2010 | 18.573.592        | 202.238             | 155.140        |